# Festivitats públiques al Japó
Les festivitats públiques al Japó són un conjunt de festes regulades per la Llei de Festivitats Públiques Kokumin no shukujitsu ni kansuru hōritsu (国民の祝日に関する法律) del 1948, la qual n'estableix les dates legals.
Una provisió de la llei mana que sempre que una festivitat nacional caigui en diumenge, el següent dia laborable cal que sigui un dia de festa, el qual rep el nom de furikae kyūjitsu (振替休日, lit. "suplent de vacances"). Addicionalment, qualsevol dia que caigui en mig de dues altres festivitats nacionals també esdevindrà dia festiu, el qual s'anomena kokumin no kyūjitsu (国民の休日, lit. "Festa dels ciutadans"). Un exemple d'això va ser el dia 4 de maig, que es trobava entre la diada de la Constitució (3 de maig) i el Dia de la mainada (5 de maig), el qual es va convertir oficialment en Dia verd el 2007.

## Taula de festivitats japoneses
| Nom                                                               | Data                       |
| ----------------------------------------------------------------- | -------------------------- |
| Cap d'any japonès (正日, Shōgatsu)                                | 1 de gener                 |
| Dia de la Majoria d'Edat (成人の日, Seijin no Hi)                 | Segon dilluns de gener     |
| Diada de la Fundació Nacional (建国記念の日, Kenkoku Kinen no Hi) | 11 de febrer               |
| Equinocci (春分の日, Shunbun no Hi)                               | Sobre el 20 de març        |
| Dia Shōwa (昭和の日, Shōwa no Hi)                                 | 29 d'abril                 |
| Diada Memorial de la Constitució (憲法記念日, Kenpō Kinenbi)      | 3 de maig                  |
| Dia verd (みどりの日, Midori no Hi)                               | 4 de maig                  |
| Dia de la mainada (こどもの日, Kodomo no Hi)                      | 5 de maig                  |
| Dia del mar (海の日, Umi no Hi)                                   | Tercer dilluns de juliol   |
| Dia del respecte a les persones grans (敬老の日, Keirō no Hi)     | Tercer dilluns de setembre |
| Equinocci de tardor (秋分の日, Shūbun no Hi)                      | Sobre el 23 de setembre    |
| Dia de l'esport (体育の日, Taiiku no Hi)                          | Segon dilluns d'octubre    |
| Dia de la cultura (文化の日, Bunka no Hi)                         | 3 de novembre              |
| Dia del treball (勤労感謝の日, Kinrō Kansha no Hi)                | 23 de novembre             |
| Aniversari de l'Emperador (天皇誕生日, Tennō Tanjōbi)             | 23 de desembre             |